# Sacrifice (2009)
Sacrifice 2009 fut un Pay per view de catch organisé par la Total Nonstop Action Wrestling qui eut lieu 24 mai 2009 du plateau de Impact! Zone à Orlando (Floride).

## Contexte
Les spectacles de la Total Nonstop Action Wrestling en paiement à la séance sont constitués de matchs aux résultats prédéterminés par les scénaristes de la TNA. Ces rencontres sont justifiées par des storylines - une rivalité avec un catcheur, la plupart du temps - ou par des qualifications survenues dans les émissions de la TNA telles que TNA Xplosion et TNA Impact!. Tous les catcheurs possèdent un gimmick, c'est-à-dire qu'ils incarnent un personnage face (gentil), heel (méchant) ou tweener (neutre, apprécié du public), qui évolue au fil des rencontres. Un pay-per-view comme Sacrifice est donc un évènement tournant pour les différentes storylines en cours.

## Match et résultats de la soirée
- Pre-Show : The Amazing Red def. Kiyoshi. (7:02)
- Knockouts Monster's Ball Match : Taylor Wilde def. Daffney (w/Abyss & Dr Stevie). (3:33)
- TNA X Division Championship Match :Christopher Daniels def. Suicide. (17:06)
  - Il gagne grâce à une intervention de Shelley et Sabin. Il décide donc de ne pas accepter la victoire et de recommencer le match.
- 5-More Minutes : Temps écoulé.
  - Suicide reste le champion de la X-Division.
- TNA Women's Knockout Championship Match : Angelina Love def. Awesome Kong (5:56)
- Samoa Joe def. Kevin Nash. (8:01)
- Team 3D Tag Team Invitational Tournament - Finals Match : Beer Money, Inc. def. The British Invasion. (10:44)
- TNA Legends Championship - I Quit Match : AJ Styles def. Booker T. (14:56)
- Four Way Match : Sting def. Mick Foley, Kurt Angle et Jeff Jarrett. (14:56) 
  - Durant ce match, chacun met quelque chose en jeu, et celui qui subit le tombé perd ce qu'il possède. Sting met en jeu sa carrière, Jeff Jarrett ses parts à la TNA, Kurt Angle sa place de leader de la Main Event Mafia et Mick Foley le TNA World Heavyweight Championship
  - Mick Foley conserve donc son titre, Jeff Jarrett conserve ses parts à la TNA et Sting devient le nouveau leader de la Main Event Mafia après avoir fait le tombé sur Kurt Angle.
  - Sting effectue le tombé sur Kurt Angle après un Super Stroke de Jeff Jarrett sur une chaise.